# Velotype
De Velotype is een machine waarmee op hoge snelheid tekst ingetikt kan worden. Deze hoge snelheid kan behaald worden doordat met een enkele aanslag een hele lettergreep ingetikt wordt. De eerste Velotypes waren mechanische machines waarmee op een rol papier een enigszins leesbare code getikt werd. De latere Velotypes waren elektronische tekstverwerkers die meteen bruikbare tekst opleverden. De Velotype is een Nederlandse uitvinding. De mechanische Velotype is ontwikkeld door stenograaf Marius den Outer. De elektronische Velotype is in samenwerking met Den Outer ontwikkeld door linguïst Nico Berkelmans.

## Geschiedenis
In 1935 ontwikkelde stenograaf Marius den Outer de Tachotype; een machine met 27 toetsen die op een rol papier een enigszins leesbare tekst produceerde. In 1938 ontwikkelde hij op basis van dezelfde principes de Velotype, waarin het aantal toetsen teruggebracht was naar 22. De tekst die geproduceerd werd door de Tachotype en Velotype, het velogram, moest nog door een typiste op een standaard schrijfmachine omgezet worden naar nette tekst. In die zin lijken deze machines op de stenografeermachines die al in de 19e eeuw bestonden. Het velogram kon echter door elke typiste overgetikt worden, terwijl daarentegen een stenogram alleen door een stenograaf uitgewerkt kon worden.
De taalkundige Nico Berkelmans hoorde in 1938 van de Velotype en nam contact op met Den Outer. Ze werkten vervolgens samen aan een verbeterde Velotype, waarbij de toetscombinaties gekozen werden op basis van de duizend meest gebruikte woorden en de lettercombinaties die hierin voorkomen. Na enige tijd ontstond er echter onenigheid en hun wegen scheidden zich. De mechanische Velotype sloeg niet aan.

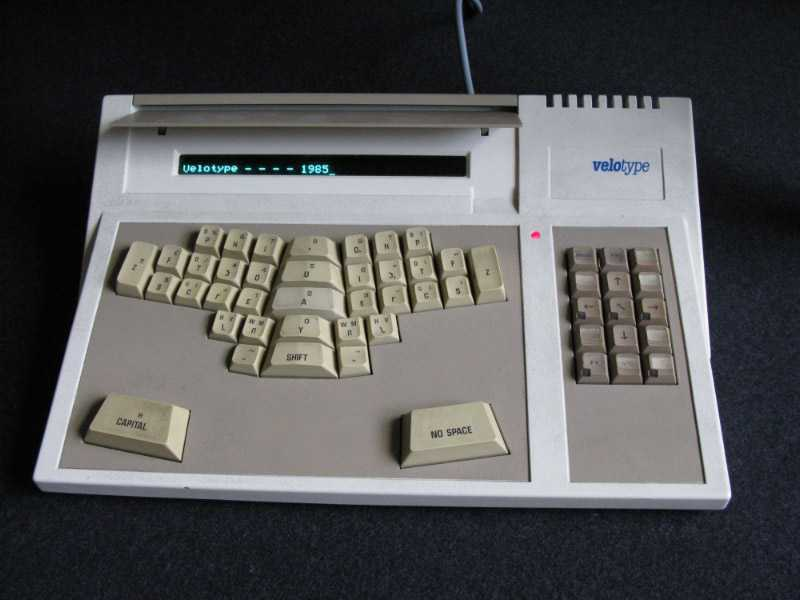
Velotype uit 1985

Begin jaren tachtig van de twintigste eeuw deed de elektronica zijn intrede en Nico Berkelmans zag een mogelijke nieuwe toekomst voor de Velotype. Hij nam contact op met Den Outer en ontwikkelde een elektronische versie van de Velotype met 37 toetsen. Deze werd in 1983 gepresenteerd en heeft in de eerste jaren zeer veel positieve publiciteit gekregen. De elektronische Velotype was een tekstverwerker die meteen bruikbare tekst opleverde; een extra ronde met een typiste was dan ook niet meer nodig. Desondanks werd ook deze elektronische Velotype geen succes. Er kunnen twee redenen gegeven worden voor het gebrek aan succes van de (elektronische) Velotype. Ten eerste was voor het werken met de Velotype (in tegenstelling tot het QWERTY-toetsenbord, dat bovendien al meer dan een eeuw ingeburgerd was) enige opleiding nodig. Ten tweede was de ontwikkeling van de elektronische Velotype pas mogelijk in dezelfde tijd dat de PC zijn intrede deed; de Velotype-toetsenborden waren vele malen duurder dan de massaal geproduceerde QWERTY-toetsenborden. Eind jaren tachtig waren er wel al seriële Velotype-toetsenborden beschikbaar, die prima samenwerkten met de toen gangbare tekstverwerker WordStar. Door de ingebouwde logica waren ze nog steeds veel duurder dan de gangbare toetsenborden.
In 2011 hebben Wim Gerbecks en Sander Pasveer het Velotype PRO® toetsenbord op de markt gebracht. Een verbeterde en gemoderniseerde versie van het toetsenbord dat direct aansluitbaar is op alle operating systemen. Deze professionele variant van het toetsenbord wordt met name succesvol toegepast bij live ondertiteling van tv-programma's en realtime speech-to-textdiensten voor doven en slechthorenden.

## Werking
De werking van de (elektronische) Velotype, en het idee van lettergreeptypen, is gebaseerd op een aantal simpele observaties over de Nederlandse taal (en van vele andere talen):
1. Structuur: Elke lettergreep bestaat uit een aantal beginmedeklinkers, gevolgd door een aantal klinkers, gevolgd door een aantal eindmedeklinkers.
2. Statistiek: Bepaalde combinaties van beginmedeklinkers komen vaker voor dan andere. Idem voor de klinkers en eindmedeklinkers.

De structuur zie je terug in de toetsindeling van de Velotype. De toetsen zijn gerangschikt als een soort vlinder met links een vleugel van beginmedeklinkers, in het midden een lijf van een aantal klinkers en rechts een (gespiegelde) vleugel van eindmedeklinkers. Door nu tegelijkertijd toetsen van de verschillende delen van de vlinder in te drukken krijgt men een lettergreep. Dus een beginmedeklinker T op de linkervleugel, tegelijk met een klinker O en een eindmedeklinker P op de rechtervleugel geeft de lettergreep TOP.

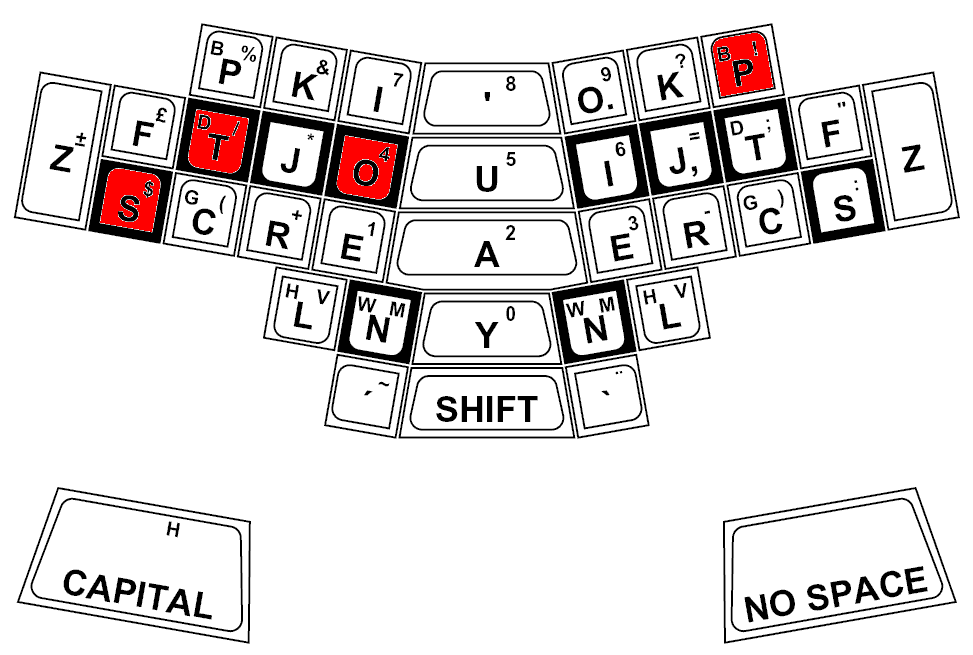
Plaatsing van de diverse knoppen

De statistiek zit grotendeels verborgen in de onderliggende software. Die software ‘weet’ bijvoorbeeld dat in het Nederlands, de combinatie ST aan het begin van een lettergreep veel vaker voorkomt dan TS. Daarom resulteren de rood gemarkeerde toetsen in het bovenstaande plaatje in het de lettergreep STOP en niet in TSOP. Het is hier van belang om op te merken dat de Velotype geen woordenboek gebruikt; het is dus niet zo dat de Velotype herkent dat STOP wel een woord is en TSOP niet.
Naast bovenstaande principes waren er nog veel compromissen en veel inspiratie nodig om tot een werkend toetsenbord te komen. Zo zijn er bijvoorbeeld te veel medeklinkers om op beide vleugels te zetten; dat zou het toetsenbord te groot maken. Daarom hebben niet alle medeklinkers een eigen toets, maar is een combinatie van toetsen nodig voor sommige medeklinkers. Zo levert de combinatie P en J een B op (dit geldt voor beide vleugels).
Een ander probleem was dat meerdere combinaties van dezelfde letters soms beide regelmatig voorkomen. Zo komt de combinatie ST aan het eind van een lettergreep vaker voor dan TS, maar die laatste is zeker niet ongewoon (vergelijk PEST en PETS). De toetsen S en T op de rechtervleugel geven ST en dus moest een andere toetscombinatie (in dit geval T en Z) gevonden worden die TS geeft.
Het eindresultaat is een toetsenbord dat efficiënt is in het gebruik maar moeilijk om mee te leren werken.